# Hervé de Luze
Hervé de Luze (ur. 1949) – francuski montażysta filmowy, mający na swoim koncie pracę nad około 50 filmami.
Karierę zawodową rozpoczął w 1964 roku. Znany jest z wieloletniej współpracy z reżyserem Claude’em Berrim. W latach 1981–1999 pracował nad montażem ośmiu jego filmów.
Począwszy od 1986, kiedy pracował nad filmem Piraci, jest głównym montażystą Romana Polańskiego, dla którego zmontował wiele filmów, włącznie z nagradzanymi na wielu międzynarodowych festiwalach filmami Pianista 2002) i Autor widmo (2010). Za ostatni film, nagrodzony na wielu festiwalach (m.in. laureat Europejskich Nagród Filmowych), Hervé de Luze został uhonorowany nagrodą „Najlepszy Europejski Montażysta”.
De Luze pracował również nad montażem kilku filmów Alaina Resnais'go, w tym Znamy tę piosenkę (fr. On connaît la chanson), za który otrzymał statuetkę Césara. Film ten został ponadto uhonorowany siedmiokrotnie najbardziej prestiżową francuską nagrodą filmową.
W 2002 był nominowany do Oscara za najlepszy montaż (film Pianista). Statuetkę otrzymał wówczas Martin Walsh (za musical filmowy Chicago).

## Wybrana filmografia
- 1964: Najpiękniejsze oszustwa świata (Les plus belles escroqueries du monde, segment)
- 1977: Pourquoi?
- 1981: Le maître d'école
- 1982: Deux heures moins le quart avant Jésus-Christ
- 1983: Cześć, pajacu (Tchao pantin)
- 1986: Piraci (Pirates)
- 1986: Jean de Florette
- 1986: Manon u źródeł (Manon des sources)
- 1988: Zabić księdza (To Kill a Priest)
- 1990: Uran (Uranus)
- 1992: Miasto radości (City of Joy)
- 1992: Gorzkie gody (Bitter Moon)
- 1993: Germinal
- 1994: Śmierć i dziewczyna (Death and the Maiden)
- 1997: Lucie Aubrac
- 1997: Znamy tę piosenkę (On connaît la chanson)
- 1999: Asterix i Obelix kontra Cezar (Astérix et Obélix contre César)
- 1999: Dziewiąte wrota (The Ninth Gate)
- 2000: Gusta i guściki (Le goût des autres)
- 2000: Esther Kahn
- 2001: Liberté-Oléron
- 2002: Pianista (The Pianist)
- 2002: 24 godziny z życia kobiety (24 heures de la vie d'une femme)
- 2003: Pozory i złudzenia (Corps à corps)
- 2003: Tajemnica żółtego pokoju (Le mystère de la chambre jaune)
- 2003: Tylko nie w usta (Pas sur la bouche)
- 2004: Witamy w Szwajcarii (Bienvenue en Suisse)
- 2004: Moja siostra i ja (Les sœurs fâchées)
- 2005: Oliver Twist
- 2006: Prywatne lęki w miejscach publicznych (Cœurs)
- 2006: Nie mów nikomu (Ne le dis à personne)
- 2007: Marzenia Loli (Whatever Lola Wants)
- 2009: Mały Nowy Jork (Staten Island)
- 2009: Szalone trawy (Les herbes folles)
- 2010: Autor widmo (The Ghost Writer)
- 2011: Rzeź (Carnage)
- 2012: Jeszcze nic nie widzieliście (Vous n'avez encore rien vu)
- 2013: Wenus w futrze (La Vénus à la fourrure)
- 2014: Mikołaj Nieświęty (Le père Noël)
- 2015: Zupełnie Nowy Testament (Le tout nouveau testament)
- 2016: Szaleni w miłości (Éperdument)
- 2019: Oficer i szpieg (J’accuse)
- 2019: Maria Panna Nilu (Notre-Dame du Nil)
- 2023: The Palace